# Unmöglicher Dreizack

Unmöglicher Dreizack mit farblichen Hervorhebungen zur Unterstützung der Illusion

Ein unmöglicher Dreizack, auch Blivet, Teufelskralle oder Stimmgabel des Teufels, etc. genannt, ist eine Zeichnung einer unmöglichen Figur, also eine Art optische Illusion. Das dargestellte Objekt scheint auf einer Seite drei Zacken zu haben, die sich auf der anderen Seite zu zwei Zacken oder Beinen vereinen.

## Hintergrund

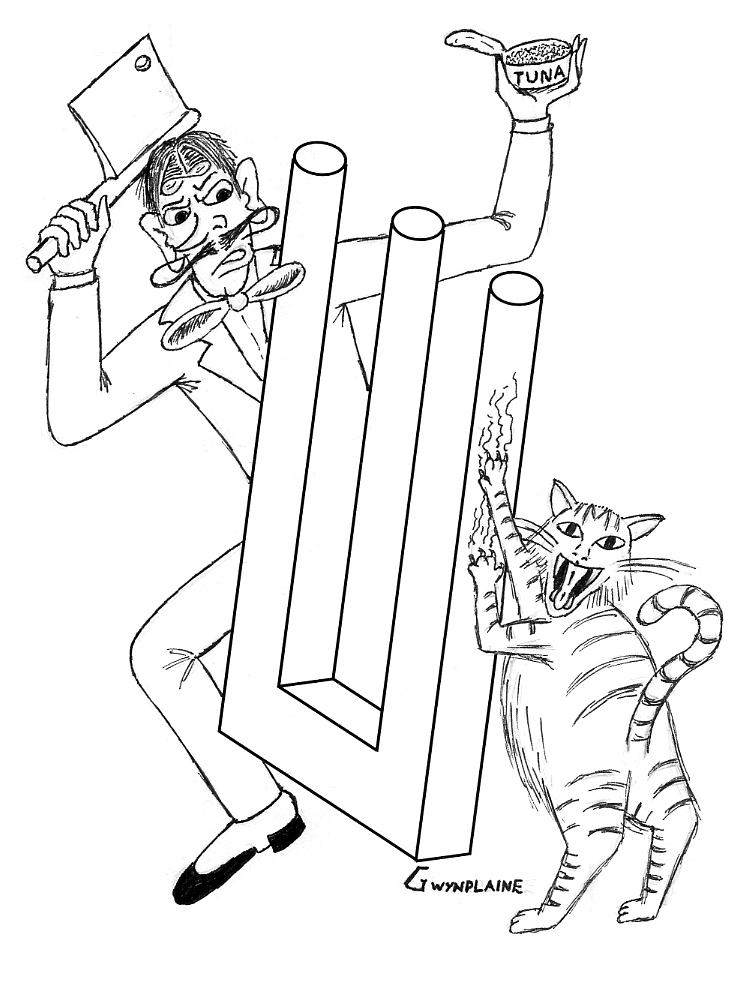
Abbildung aus F. Gwynplaine MacIntyres „Schrödingers Cat-Sitter“

1964 bemerkte D.H. Schuster, er hätte eine seltsame Zeichnung im Werbebereich eines Luftfahrtmagazins bemerkt. Er nannte das dargestellte Objekt einen „three-stick clevis“ („Dreizacken-U-Klammer“) und beschrieb es wie folgt: “Unlike other ambiguous drawings, an actual shift in visual fixation is involved in its perception and resolution”.
1965 zeigte das Cover des US-Satiremagazins MAD einen vieräugigen Alfred E. Neumann mit einem solchen Dreizack, dem dort der Name „Poiuyt“ gegeben wurde (die letzten sechs Buchstaben der oberen Buchstabenreihe amerikanischer Schreibmaschinen, von rechts nach links). Der Ausdruck „Blivet“ für den unmöglichen Dreizack wurde durch das Magazin The Worm Runner’s Digest popularisiert. 1967 veröffentlichte Harold Baldwin dort den Artikel Building better blivets, in dem er Regeln für die Erstellung von Zeichnungen auf Basis des unmöglichen Dreizacks aufstellte.
Im Dezember 1968 verfasste der amerikanische Optiker und Künstler Roger Hayward den humoristischen Artikel Blivets: Research and Development für The Worm Runner’s Digest, in dem er verschiedene, auf dem Blivet basierte Zeichnungen präsentierte. Er „erklärte“ den Begriff wie folgt: “The blivet was first discovered in 1892 in Pfulingen, Germany, by a cross-eyed dwarf named Erasmus Wolfgang Blivet”.

## Entstehung des unmöglichen Dreizacks aus Teilfiguren

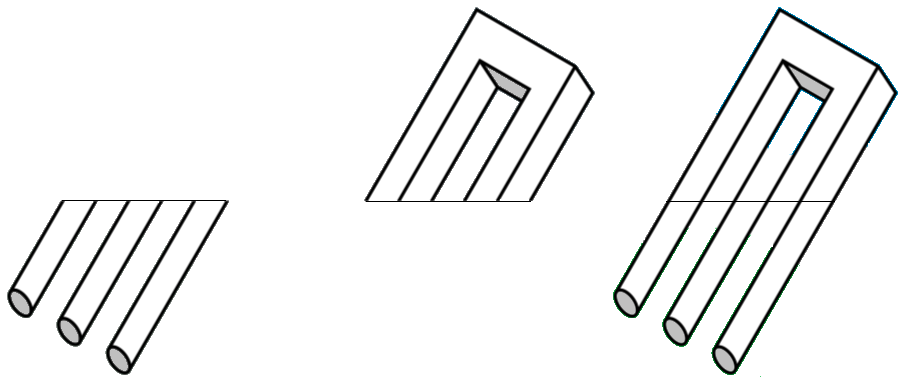
Entstehung des unmöglichen Dreizacks (rechts) aus zwei real wahrnehmbaren Teilfiguren.

Verschiebt man die linke Teilfigur parallel so weit nach rechts, bis deren obere waagerechte Begrenzung mit der unteren waagerechten Begrenzung der mittleren Teilfigur zur Deckung kommt, so entsteht der rechts abgebildete unmögliche Dreizack.
Die beiden ersten Teilansichten des unmöglichen Dreizacks sind einzeln real wahrnehmbar, wohingegen der entstandene Dreizack eine unmögliche Figur darstellt.
Anmerkung zur Abbildung:
Die eigentliche optische Illusion funktioniert nur mit Linien ohne Farbfüllungen. 